# Medicéerna
Medicéerna eller huset Medici (italienskt uttal: ['mε:ditʃi]) var en italiensk släkt som hade stort inflytande under den italienska renässansen. Släkten hade sitt ursprung i Mugelloregionen på den toskanska landsbygden, inte långt ifrån Florens. Familjen flyttade under 1200-talet in i Florens och växte till en mäktig borgarsläkt; 1397 grundades Medicibanken av Giovanni di Bicci de' Medici (1360–1429).
Familjen blev rikare och fick därför mer inflytande och grep makten i Florens 1434 genom Cosimo de' Medici, Giovannis son. Familjen kom att få stort politiskt inflytande under de kommande århundradena, mycket tack vare sin bank som var den största i Europa under 1400-talet. Detta inflytande kom att utökas från Florens till en större del av Italien och kontinenten.
Den ursprungligen lantliga släkten blev borgare, och senare även furste- och adelssläkt. Med sina rikedomar hjälpte de till med att sponsra den italienska renässansens födelse. 

## Historia

### Väg till makten
Under 1200-talet när familjen flyttade in till Florens började de skapa kontakter med viktiga familjer genom strategiska giftermål och arbetssamarbeten. Detta gav Medici ett stort social nätverk där de var mittpunkten, de hjälpte andra familjer att få kontakt med varandra. Detta har föreslagits som anledningen till att Medici kom att ta makten. Några inom Medicifamiljen blev framträdande inom textilhandeln under 1300-talet med hjälp av textilgillet Arte della Lana. Detta gav familjen Medici grunden till sin förmögenhet. Med dessa rikedomar skapade Giovanni Medicibanken 1397. Detta gjorde dem ännu rikare, och de fick mycket mer inflytande i Florens politik till dess att makten var deras.

### 1400-talet
Cosímo övertog sin fars bankverksamhet och var även inblandad i politik. Där stödde han de lägre klasserna vilket innebar att han var ett stort hot mot stadens ledare. 1433 kände de att han var för farlig och skickade honom i exil från Florens. Han kom dock tillbaka ett år senare och genomförde en statskupp. Han blev en av de första 'gran maestro' härskare över Florens inom Medicifamiljen. Åren innan Cosimo tog makten hade Florens utvidgat sitt landområde och tog bland annat över den viktiga staden Pisa, med dess lutande torn, 1406. Den enormt viktiga hamnstaden Livorno togs 1421. Detta äregiriga beteende från Florens gick inte förbi obemärkt. Milano och Venedig, två stora stadsstater i norra Italien, härmade Florens utvidgningsprocess. Milano var de mest aggressiva under deras ledare Gian Galeazzo Visconti. Milano kom väldigt nära Florens och skulle antagligen ha tagit staden om det inte vore för Visconti's plötsliga död. Fyrtio år senare tog Florens hämnd på Viscontifamiljen genom att besegra dem i slaget vid Anghiari 1440. Milano fick därmed en ny ledare, Francesco Sforza, som allierade sig med Medici Florens.
Cosímo ledde Florens fram till sin död 1464, och hans son Piero I de' Medici tog över. Piero hade en sjukdom som gjorde att han var tvungen att hålla sig inomhus, vilket försvagade Medicifamiljens styre av Florens under de fem år som Piero satt vid makten. Han dog 1469. Näste ledare för Florens blev Lorenzo I de' Medici, Pieros son. Lorenzo "den magnifika", (Lorenzo il magnifico), var mer kapabel att styra staden än vad hans far var. Han försummade dock familjens bankverksamhet vilket kom att leda till dess undergång 1494. Lorenzo var väldigt mån om sin familjs framtid, och han planerade tidigt sina tre barns karriärer. Äldste sonen Piero skulle bli hans efterträdare som Florens ledare. Den andre sonen Giovanni utbildades i kyrkans värld. Dottern Maddalena ingick i ett politiskt fördelaktigt äktenskap med en av påven Innocentius VIII söner. Lorenzo ledde inte Florens lika bra som sin farfar då han inte hade talangen att utnyttja familjens förmögenhet till att spela ut sina konkurrenter.  Resultatet var en konspiration 1478 som nästan tog livet av Lorenzo och dödade hans bror Giuliano. De skyldiga till konspirationen var Pazzi- och Salviatifamiljerna som både var konkurrerande bankfamiljer, även ärkebiskopen av Pisa och en av påven Sixtus IV söner var inblandande. Lorenzo lyckades fly och Florens var fortsatt lojalt mot Medicifamiljen, samtidigt som konspiratörerna samlades ihop och dödades.
Detta var dock inte slutet på krisen. Påven som inte gillar Medicis styre över Florens övertalar kung Ferdinand I av Neapel att gå ut i krig mot Florens. Det är nu som Lorenzo gör det som har fått historien att komma ihåg honom som den magnifike. Han reser i hemlighet med bara en liten grupp av följeslagare, till Neapel. Där är han i stor fara för sitt liv. Lorenzo övertalar Ferdinand att ett krig inom de italienska staterna skulle öka risken för en attack från Frankrike. Han återvänder till Florens med fred. Florens är lugnt under Lorenzos sista 12 år i livet. 1492 dör Lorenzo och 1494 förlorar Medici styret över Florens och tvingas i exil. Detta betecknar slutet för Florens som renässansens centrum som nu flyttas till Rom. Lorenzo hade hjälpt många kända konstnärer som Leonardo da Vinci, Sandro Botticelli och Michelangelo. Den sistnämnde var en nära vän.
Medici förlorade makten under Lorenzos son Piero II två år senare. År 1494 tågar en fransk armé på 30.000 män ledd av kung Karl VIII över Alperna. De tågar fredligt igenom Milanoregionen, för deras fiender är Neapel och inte Milano. När de närmar sig Florens områden rider Piero, i ett försök att upprepa sin fars bravader, till fransmännens läger för att prata med den franska kungen. Piero vill ha fred, och försöker få fransmännen att inte attackera Florens. De kräver då hamnstäderna Livorno och Pisa. Till deras stora förvåning går Piero med på att släppa de viktiga hamnstäderna. När Florens övriga styre får reda på detta tvingar de Piero och hans två bröder i exil. Detta var slutet för Medicis styre i Florens under 1400-talet.

### 1500-talet
Exilen varade dock bara till 1512, och ättlingarna till Cosimo den äldre kom att regera från och till fram till mordet på Alessandro de' Medici, den första hertigen av Florens, 1537. Då tog ättlingarna till Lorenzo den magnifike över, och den förste att regera var Cosimo I som kom att kallas den store. Cosimo var den mest framstående Medici under 1500-talet, då Florens under hans ledning erövrade deras mest hatade fiende Siena. Han skapade också storhertigdömet Toscana. Cosimo köpte även delar av ön Elba där hertigdömets flotta lades. Han dog 1574 och efterträddes av sin son Francesco. Denne hade genom faderns försorg ingått resonemangsäktenskap med Johanna av Österrike, syster till den habsburgska kejsaren. Tillsammans fick de två döttrar, varav den ena blev drottning av Frankrike, samt till slut även en son. Då sonen don Philippo dog i unga år stod Francescos yngre bror Fernandino näst i successionen. Tillsammans med sin mätress Bianca Capello hade dock Francesco ytterligare en son, vilket hade kunnat hota Fernandinos maktanspråk. Senare forskning tyder på att Bianca Capello och Francesco dog av arsenikförgiftning, vilket möjliggjorde för Fernandino att ta ta makten innan Francescos illegitime son hunnit utses till tronarvinge. Fernandino bidrog mycket till Toscanas utveckling, bland annat genom att bygga vägar. Fernandino gifte bort sin dotter med kungen av Frankrike, Henrik IV, för att stärka den fransk-toskanska relationen. Det fanns knappt någon skillnad mellan Medicis och Toscanas ekonomi; därför anses Fernandino ha varit mer förmögen än sin förfader Cosimo, den första Medicihärskaren. Pengarna till trots bodde det mycket färre människor i Florens än i de flesta andra italienska storstäder. Men Medicis makt var inte begränsad till Florens, utan inflytandet var stort även inom kýrkan. Under 1500-talet var två medlemmar av huset Medici påvar, Leo X och Klemens VII.

### 1600-talet
I början av 1600-talet blev ännu en Medici påve. Alessandro de'Medici valdes till Påve Leo XI. Han dog dock samma månad som han valdes. Fernandino efterträddes av sin son Cosimo II 1609. Cosimo regerade bara i 12 år, innan han dog i tuberkulos. Han är mest känd idag för att vara Galileo Galileis skyddsängel. När Cosimo dog var hans son Fernandino II inte tillräckligt gammal för att ta över, så hans mor och mormor fick regera så länge.  Florens armé var även inblandad i Castrokriget under 1600-talet ledda av Mattias de'Medici, förlorade Medici och de andra hertigdömena kriget mot påvens arméer 1643. 1670 dog Fernandino och hans son Cosimo III tog över hertigdömet. Han kom att bli den näst siste av Medicihärskarna.

### 1700-talet
Cosimo III regerade i 53 år, fram till 1723. Under hans ledning nådde Toscanas nedgång sin kulmen. 1705 var storhertigdömet Toscana bankrutt, och folkmängden hade sjunkit kraftigt. Sen tog den siste storhertigen över; Gian Gastone de' Medici. Han dog fjorton år senare utan en arvinge. Det innebar slutet för huvudgrenen av Medicihuset. Året efter blev storhertigdömet Toscana en del av kejsardömet Österrike.

## Arvet efter Medici
Det viktigaste bidraget från Medici var deras sponsring av konst och arkitektur. Under början och höjden av renässansen var deras pengar en viktig del av kulturens framfart. Lorenzo den magnifike var både Michelangelos och Leonardo da Vincis sponsor samtidigt som han själv också var konstnär. I Rom influerade Medicipåvarna kulturen där, Leo X anlitade Rafael vid ett antal tillfällen och Clement VII anlitade Michelangelo till att måla altarväggen i det Sixtinska kapellet. Familjen var också sponsorer till Galileo Galilei, som även undervisade flera generationer av Medici, fram till dess att Galileo av kyrkan anklagades för kätteri.  Men Medici lyckades köpa Galilei en fristad i många år.

## Lista över Medicis ledare

### Signorii Republiken Florens
| Porträtt | Namn                                          | Från             | Till             | Förhållande till föregångare |
| -------- | --------------------------------------------- | ---------------- | ---------------- | --- |
|          | Cosimo de' Medici (Pater Patriae)             | 1434             | 1 augusti 1464   | Son till Giovanni di Bicci de' Medici som inte var inblandad inom politiken.                                                                                      |
|          | Piero I de' Medici (Piero "il Gottoso")       | 1 augusti 1464   | 2 december 1469  | Äldste son till Cosimo de' Medici |
|          | Lorenzo I de' Medici (Lorenzo "il Magnifico") | 2 december 1469  | 9 april 1492     | Äldste son till Piero I de' Medici. |
|          | Piero II de' Medici                           | 9 april 1492     | 8 november 1494  | Äldste son till Lorenzo. |
|          | Kardinal Giovanni de' Medici                  | 31 augusti 1512  | 9 mars 1513      | Bror till Piero, andre son till Lorenzo. Vald till påve, blev Påve Leo X.                                                                                         |
|          | Giuliano de' Medici, Hertig av Nemours        | 9 mars 1513      | 17 mars 1516     | Bror till Kardinal Giovanni de' Medici, tredje son till Lorenzo.                                                                                                  |
|          | Lorenzo II de' Medici                         | 17 mars 1516     | 4 maj 1519       | Syskonbarn till Giuliano de' Medici, Hertig av Nemours, son till Piero.                                                                                           |
|          | Kardinal Giulio de' Medici                    | 4 maj 1519       | 19 november 1523 | Kusin till Lorenzo II de' Medici, Hertig av Urbino, son till Giuliano de' Medici som var bror till Lorenzo "il Magnifico". Vald till Påve, blev Påve Clement VII. |
|          | Kardinal Ippolito de' Medici                  | 19 november 1523 | 24 oktober 1529  | Kusin till Kardinal Giulio de' Medici, utomäktenskaplig son till Giuliano de' Medici, Hertig av Nemours.                                                          |

### Hertig av Florens
| Porträtt | Namn                            | Från            | Till           | Förhållande till företrädare |
| -------- | ------------------------------- | --------------- | -------------- | --- |
|          | Alessandro de' Medici (il Moro) | 24 oktober 1529 | 6 januari 1537 | Kusin till Kardinal Ippolito de' Medici, utomäktenskaplig son till Lorenzo II de' Medici, Hertig av Urbino eller Påve Clement VII. Mördad. |

### Storhertigar av Toscana
| Porträtt | Namn                     | Från             | Till             | Förhållande till företrädare |
| -------- | ------------------------ | ---------------- | ---------------- | --- |
|          | Cosimo I de' Medici      | 6 januari 1537   | 21 april 1574    | Avlägsen kusin till Alessandro de' Medici, son till Giovanni dalle Bande Nere. dei Popolani härstammande från Lorenzo the Elder, bror till Cosimo de' Medici. Hertig av Florens, 1537—1569, till han blev Storhertig av Toscana. |
|          | Francesco I de' Medici   | 21 april 1574    | 17 oktober 1587  | Äldste son till Cosimo I de' Medici, Storhertig av Toscana. |
|          | Ferdinando I de' Medici  | 17 oktober 1587  | 17 februari 1609 | Bror till Francesco I de' Medici, Storhertig av Toscana, son till Cosimo I de' Medici, Storhertig av Toscana. |
|          | Cosimo II de' Medici     | 17 februari 1609 | 28 februari 1621 | Äldste son till Ferdinando I de' Medici, Storhertig av Toscana. |
|          | Ferdinando II de' Medici | 28 februari 1621 | 23 maj 1670      | Äldste son till Cosimo II de' Medici, Storhertig av Toscana. |
|          | Cosimo III de' Medici    | 23 maj 1670      | 31 oktober 1723  | Äldste son till Ferdinando II de' Medici, Storhertig av Toscana. |
|          | Gian Gastone de' Medici  | 31 oktober 1723  | 9 juli 1737      | Andre son till Cosimo III de' Medici, Storhertig av Toscana. |